# Pepřovník černý
Pepřovník černý (Piper nigrum) je tropická ovíjivá liána, jejíž nedozrálé plody se používají jako nejrozšířenější koření – pepř (černý, bílý, zelený i červený). Je jedním z mnoha druhů velice rozsáhlého rodu pepřovník, jehož rostliny obsahují mimo jiné ostrý alkaloid piperin; nejvíce ho bývá v plodech.

## Výskyt
Rostlina pochází z pohoří Západní Ghát rozkládající se podél Malabarského pobřeží na západě indického subkontinentu. Byl rozšířen do řady tropických zemí, hlavně do Jihovýchodní Asie i Jižní a Střední Ameriky. Největší světoví pěstitelé jsou Vietnam, Indie, Indonésie, Srí Lanka, Filipíny, Brazílie.

## Ekologie
Na kvalitu půdy není pepřovník černý náročný, dobře roste i ve slabě úživných a mírně kyselých lateritových zeminách. V přirozeném prostředí se nevyskytuje na plném slunci, ale v polostínu pod vysokými stromy. Požaduje vlhké (1250 až 2000 mm srážek za rok) a teplé (+10 až +40 °C) klima. V přírodě samovolně vyrůstá ze semen jako podrost deštného lesa v osluněných mezerách po odumřelých velikánech.

## Popis

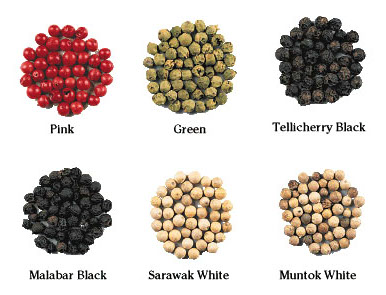
Šest variant pepře (dva bílé a dva černé, dle regionu)

Pepřovník černý je stálezelená, od báze dřevnatějící liána se ztlustlými uzlinami ze kterých může zakořenit. Ovíjí se okolo podpory, bývá vespod asi 3 cm tlustá, větví se do mnoha tenkých větviček a dorůstá až do výšky 3 až 4 metrů. Listy vyrůstající střídavě mají 1 cm dlouhé rýhované řapíky, nemají palisty a jsou lysé. Jejich kožnaté, vejčité až eliptické čepele bývají velké asi 10 × 5 cm, mají dva až tři páry hustě propojovaných žilek, u báze jsou srdčité, po obvodě celokrajné a na konci zašpičatělé.
Z uzlin proti listům vyrůstají 7 až 15 cm dlouhá, nicí, velmi hustá hroznovitá květenství tvořena až 60 drobnými, krátce stopkatými květy podepřenými miskovitě srostlými listeny. V květenství vyrůstají společně samčí i samičí květy bez okvětních lístků, obsahují buď dvě tyčinky s krátkými nitkami a ledvinovitými prašníky, nebo kulovitý svrchní semeník s přisedlou, tří až čtyřlaločnou bliznou. Opylovány jsou převážně anemogamicky.
Z opyleného vajíčka v semeníku vzniká nevelký plod, 4 mm velká, přisedlá peckovice (v některých zdrojích uváděná jako bobule) s tenkým, dužnatým oplodím a jediným bílým semenem. Původně zelený plod zráním zčervená.

## Pěstování

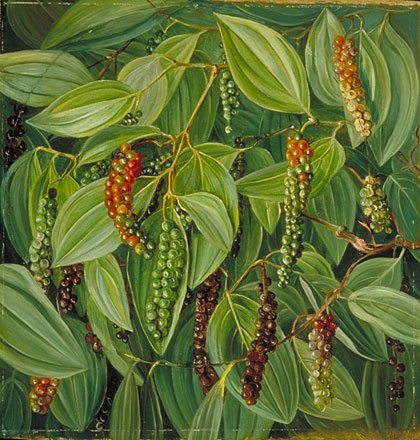
Dozrávající plodenství

V kultuře se pepřovník černý pěstuje na drátěnkách, tyčích nebo pahýlech jiných rostlin (např. kávovníků). Čtyři až šest lodyžních řízků se vysadí okolo podpěry, většinou do kvalitní půdy zásobené humusem a dalšími živinami. Kořeny se přikryjí pro udržení vlhkosti kompostem nebo hrabankou a pro podporu kvetení jsou rostliny pravidelně zastřihovány, před plným sluncem bývají přistiňovány okolními vzrostlými dřevinami. Kvést začínají nejdříve jako čtyřleté a po patnácti až dvaceti létech přestávají. Nejvíce plodí okolo desátého roku věku, tehdy mívá rostlina dvacet až třicet květenství a sklidí se z ní 2 až 3 kg plodů.

## Význam

Obchodní cesta z dob římské říše z Indie do Itálie

Pepř je ceněným kořením již od starověku. Kromě ovlivňování chuťových buněk zvyšuje produkce slin a žaludečních šťávy, ovlivňuje funkci jater, podporuje činnost srdce, působí antibakteriálně a tiší bolesti nervového původu. Podporuje odbourávání tuků v lidském organismu a má negativní vliv na mnohé cizopasníky. Všech těchto i dalších vlastností po tisíciletí využívá asijská medicína.
Jeho plody obsahují tři hlavní složky: pryskyřice dodávající peprnou chuť, aromatické silice od nichž pochází osobitá vůně a alkaloid piperin dráždící sliznice a podporující trávení. Dále v nich jsou, stejně jako v listech, mnohé flavonoidy, terpentoidy a steroly.
Pro výrobu černého nebo zeleného pepře se plody sklízejí ve stavu jen částečně zralosti, jsou ještě zelené. Černý pepř jsou zelené plody nejdřív namočené do vroucí vody a pak usušené. Zelený pepř jsou tytéž plody ošetřené jen rychlým usušením, suché nejsou příliš trvanlivé a často se nakládají do octových či slaných nálevů. Pro bílý nebo červený pepř se sklízejí plody zcela zralé – červené. Bílý pepř se získá tím, že zralé plody se máčejí ve slané vodě, pak se odstraní oplodí a bílá semena se usuší. Červený pepř se připravuje stejně jako zelený, jen z červených plodů. Plody ponechané na rostlině přezrají, zhnědnou, ztratí ostrost a opadají. Specialitou kambodžského regionu Kampot je pak fermentování plodů černého pepře v mořské soli. Takto fermentované plody je pak možné konzumovat samotné, případně slouží jako složka salátů či ke kořenění masa.

## Produkce
| Země               | Produkce (tun) |
| ------------------ | -------------- |
| Etiopie            | 374 413        |
| Vietnam            | 264 413        |
| Brazílie           | 109 401        |
| Indonésie          | 88 949         |
| Indie              | 66 000         |
| Čína               | 37 423         |
| Malajsie           | 33 940         |
| Svět               | 1 103 024      |
| Zdroj: FAOSTAT OSN |                |

Největším světovým producentem a vývozcem plodů černého pepře byla v roce 2019 Etiopie s produkcí 374 413 tun, což je 34% celosvětového objemu (tabulka). Dalšími významnými producenty byly Vietnam, Brazílie, Indonésie, Indie, Čína a Malajsie. Kambodžský kampotský pepř získal v roce 2010 status zeměpisného označení původu (GI) Světové obchodní organizace, čímž byla kvalita produktu vázána na jeho původ. V roce 2020 dosáhla produkce kampotského pepře přibližně 80 tun.
Celosvětová produkce pepře se každoročně liší v závislosti na hospodaření s plodinami, chorobách a počasí. Pepř patří mezi nejvíce obchodované koření na světě a tvoří 20% veškerého dovozu koření.

## Poznámka
Sušený načervenalý nebo růžový pepř, který bývá ve směsích barevného pepře, není pravým pepřem, jsou to plody pepřovce rostoucího v Jižní Americe.